# Corps Misnia IV

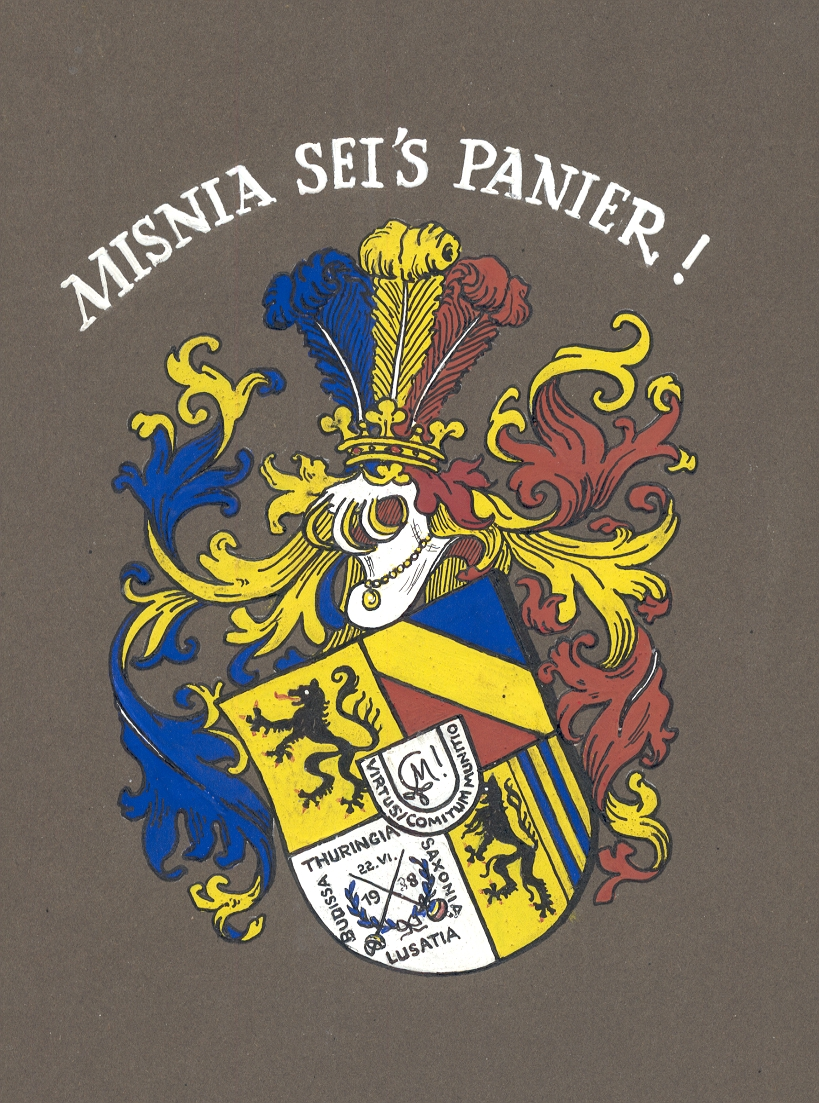
Wappen der Misnia IV

Misnia IV war ein Corps in Leipzig und Erlangen, das von 1942 bis 1949 existierte. Der Name steht für Meißen und erinnert an die erloschenen Corps Misnia I–III in Leipzig.

## Gründung der SC-Kameradschaft
1935/36 waren die Leipziger Corps Lusatia, Saxonia, Thuringia IV und Budissa offiziell aufgelöst worden. Um die Verbindung zur jungen Studentengeneration aufrechtzuerhalten und die Überlieferung des Senioren-Convents zu Leipzig fortzuführen. gründeten die Vorstände der Altherrenvereine am 13. Dezember 1937 eine Kameradschaft des Nationalsozialistischen Deutschen Studentenbundes.
Saxonia stellte ihr das Corpshaus zur Verfügung, entfernte aber alle corpsstudentischen Traditionsgegenstände. Der erste Kameradschaftsführer war Helmut Römisch, ein überzeugter Nationalsozialist, der 1942 fiel. Lusatia übernahm die Führung der gemeinsamen Altherrenschaft. Als besondere Aufgaben waren der Kameradschaft „Landdienst“ und „Grenzlandarbeit“ zugewiesen. Dazu gehörten Ernteeinsätze an der östlichen Reichsgrenze und die Betreuung „auslandsdeutscher“ Studenten in Leipzig. Unter dem baltendeutschen Kameradschaftsführer Walter Masing nahm die Kameradschaft auf dem Deutschen Studententag am 22. Juni 1938 den Namen Markgraf von Meißen an. Damit erinnerte sie an den Universitätsgründer und Markgraf von Meißen Friedrich den Streitbaren. Zum Kameradschaftsleben gehörten Kneipen alter Art, Paukstunden mit dem leichten Säbel und Herrenabende nach dem Vorbild des Corps Lusatia.
Bei allen vier Leipziger Corps zusammen gab es im ganzen 20. Jahrhundert nicht so viele Theologen wie in der kurzen Zeit der SC-Kameradschaft. Dem Reichsstudentenführer Gustav Adolf Scheel, einem Pfarrerssohn, war das natürlich bekannt.

## Korporation „Markgrafschaft“

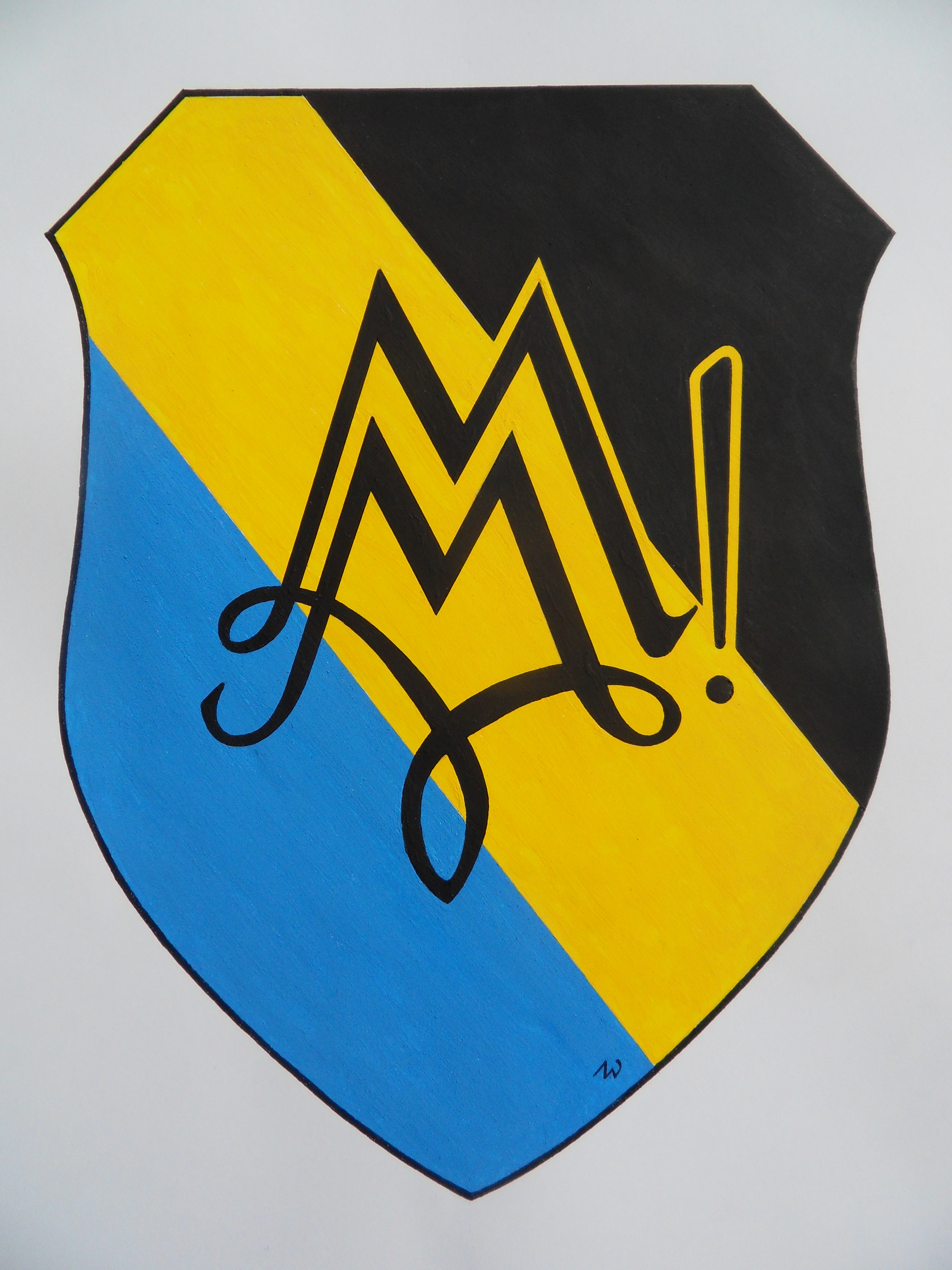
Schild der Markgrafschaft (Rekonstruktion Helm. Weiß, 2013)

Während des Zweiten Weltkrieges waren in der Kameradschaft Studenten aktiv, die noch nicht zur Wehrmacht einberufen oder nach schwerer Verwundung nicht mehr frontdienstfähig waren. Viele Angehörige waren Medizinstudenten, die nach Frontbewährung zum Studium nach Leipzig kommandiert waren und den Studentenkompanien angehörten. Dazu gehörten Hans-Joachim Funfack und Wolf Sturm.
Unter dem Einfluss von Lausitzern wandelten die Kameradschaftsführer Eberhard Kratochvil (gefallen 1941 in Russland) und Karl Hirth 1940 die Kameradschaft in eine Korporation nach altem Vorbild um. Sie gab sich eine eigene Konstitution und wählte die Farben schwarz-gold-blau (Fuchsenband gold-blau). Der Zirkel hatte zwei verschlungene Großbuchstaben M. Intern nannte sie sich „Markgrafschaft“. Die Aktiven bezeichneten sich als „Markgrafen“ und ihr Korporationshaus als „Markgrafenhaus“. In Anlehnung an den Kösener Briefstil führten sie den „Markgräflichen Gruß zuvor!“ ein. Als der Baustab Speer das Corpshaus der Saxonia im Wintersemester 1940/41 aus kriegswichtigen Gründen beschlagnahmen ließ, mussten die Aktiven in Leipziger Gaststätten ausweichen.

## Stiftung des Corps Misnia IV
Im Sommersemester 1942 bezogen die Aktiven unter dem Kameradschaftsführer Hans-Joachim Funfack das noch vollständig erhaltene Corpshaus der Lusatia in der Karlstraße 7. Nach Befragung aller im Felde stehenden Kameradschaftsangehörigen beschlossen die zum corpsstudentisch gesinnten Kern gehörenden Mitglieder, ein Corps nach Kösener Grundsätzen zu stiften. Nach dem Kameradschaftsnamen und den früheren Corps Misnia I–III nannten sie es Misnia. Sie übernahmen den Zirkel der Misnia III. Als Stiftungstag bestimmten sie den 22. Juni 1938. In ihrem Wappen verankerte Misnia die Namen der vier Corps, deren Tradition sie fortsetzen wollte: Lusatia, Saxonia, Thuringia und Budissa. Als Wappenspruch übernahm sie den der „Markgrafschaft“ von 1940: „Treue, Ehre, Tapferkeit“. Der vom Corpsburschen-Convent gewählte  Senior war in Personalunion zugleich  Führer der Kameradschaft Markgraf von Meißen. Sie bestand offiziell bis 1945 weiter und hatte zahlreiche Mitglieder, die nicht in das Corps übernommen wurden. Corps und Kameradschaft waren also nicht identisch.

### Couleur

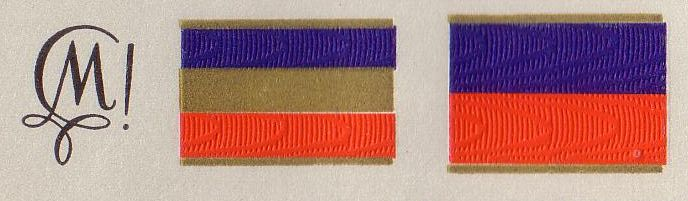
Zirkel und Farben der Misnia IV

Die „Meißner“ genannten Corpsmitglieder trugen das Band in den Farben dunkelblau-gold-karmesinrot entsprechend dem Blau der Saxonia, dem Gold der Budissa, dem Karmesinrot der Thuringia (IV) und der Farbenfolge der Lusatia (Fuchsenfarben: dunkelblau-karmesinrot). Sie trugen eine dunkelblaue Mütze im großen Biedermeierformat, drei bereits 1943 in die Lusatia übernommene Aktive die Lausitzermütze. Das Band wurde intern über der Wehrmachtsuniform getragen. Chargierte trugen die Pekeschen der Lusatia.

### Leipziger Waffenring
Mit der Corpsverfassung war die Einführung der Pflichtmensur auf Glockenschläger beschlossen worden. Am 18. November 1942 focht Misnia die erste Bestimmungsmensur, der eine Serie weiterer folgte, meistens auf dem Lausitzerhaus. Die Gegenpaukanten stellten ortsansässige jüngere Alte Herren Kösener Corps sowie die Leipziger Verbindung Albertina und die in einer Kameradschaft getarnte Landsmannschaft Plavia. Mit dieser und der Landsmannschaft Afrania beschloss Misnia am 15. November 1943 die Gründung eines Allgemeinen Waffenrings zu Leipzig, „um dem in allen Kreisen des deutschen Studententums ständig wachsenden Drang nach einer Renaissance alter deutscher Waffenstudentenideale Form und Richtung zu geben“. Sie musste das Unternehmen aber aus Sicherheitsgründen vorzeitig abbrechen. Bereits Ende 1942 hatte die Wehrmachtsführung den Angehörigen der Studentenkompanien aus militärischen Gründen die Austragung von Mensuren untersagt. Ungeachtet der von Wehrmacht und Reichsstudentenführung angedrohten Disziplinarmaßnahmen führte Misnia den Fechtbetrieb bis zum Ende des Sommersemesters 1944 weiter.

## Versuchte Neugründung des Kösener SC-Verbandes
Im Mai 1944 beschloss der Convent des Corps Misnia, mit gleichgesinnten getarnten Corps anderer Universitäten einen Kösener Verband zu rekonstituieren. Unter dem Briefkopf der Kameradschaft Markgraf von Meißen, aber im hergebrachten Kösener Briefstil, lud Misnia zu einem Kommers nach Leipzig mit anschließendem „Besuch der Traditionsstätten des KSCV in Kösen“ folgende Bünder ein. Die Teilnehmerliste vom Kommers in Leipzig ist erhalten. Die Kameradschaften „Yorck“ (Corps Rhenania Bonn), „Schwabenland“ (Corps Suevia Freiburg), „Axel Schaffeld“ (SC zu Heidelberg), „Carl Almenröder“ (SC zu Marburg) und „Theodor Körner“ (Corps Franconia Tübingen) sowie das 1943/44 (ohne Kameradschaft) reaktivierte Corps Bavaria Würzburg. Rhenania Bonn, Franconia Tübingen und Bavaria Würzburg sagten zu und entsandten Vertreter.

### Rudelsburg
Nach Verhandlungen auf dem Lausitzerhaus in Leipzig am 10. Juni 1944 unterzeichneten die vier Corps am nächsten Tag auf der Rudelsburg das von Misnia entworfene Abkommen. Darin bekannten sie sich zur unbedingten Satisfaktion mit der Waffe, zur Bestimmungsmensur und zur Aufrechterhaltung und Pflege waffenstudentischer Sitten und Comments. Sie vereinbarten einen jährlich vor Pfingsten abzuhaltenden gemeinsamen Convent, die Einführung des regelmäßigen Meldewesens, laufende gegenseitige Einladungen und ein offizielles Vorstellungsverhältnis. Die Originalurkunde der Vereinbarungen befindet sich im Archiv des Corps Lusatia Leipzig.

### Verfahren der Gestapo
Die Kösener Vereinbarungen kamen aus kriegsbedingten Gründen nicht mehr zum Tragen. Ein ehemaliger Führer der Heidelberger SC-Kameradschaft denunzierte die Kameradschaft Markgraf von Meißen bei der Gaustudentenführung Baden, die den Vorgang der Geheimen Staatspolizei (Gestapo) meldete. Diese leitete ein Ermittlungsverfahren wegen eines „hochverräterischen Unternehmens und versuchter Neugründung von Parteien“ ein. Die für das Kösener Treffen verantwortlichen Aktiven der Misnia waren inzwischen zu ihren Truppenteilen versetzt worden und entgingen amtlichen Vorladungen; die Gestapo-Leitstelle Dresden vernahm aber den als geistigen Urheber beschuldigten AHV-Vorsitzenden der Lusatia, und das Reichssicherheitshauptamt lud den nicht mehr frontdienstfähigen neuen Meißnersenior nach Berlin vor. Die Verfahren verliefen sich in den Wirren der letzten Kriegsmonate.

## Sitzverlegung nach Erlangen
Im  Zweiten Weltkrieg waren 22 Meißner (ein Viertel der Corpsbrüder) gefallen, darunter zehn von fünfzehn Aktiven des Jahres 1939. Zudem erwies sich die Weiterführung des Corpsbetriebes in der Sowjetischen Besatzungszone als unmöglich. Misnia beschloss daher am 7. Dezember 1946, in die Amerikanische Besatzungszone zu verlegen, an die Friedrich-Alexander-Universität Erlangen. Mit drei aus der Kriegsgefangenschaft schwer verwundet heimgekehrten Corpsburschen begann Misnia Leipzig zu Erlangen am 14. Dezember 1946 den aktiven Betrieb – als erstes Corps nach dem Kriege und ohne Unterstützung durch eine Altherrenschaft. Sie beteiligte sich an der Gründung einer „SC-Notgemeinschaft“ und focht entgegen dem Verbot der amerikanischen Militärregierung am 4. April 1948 die ersten Mensuren. Das Corps war hochschulpolitisch aktiv. Der Meißner Martin Schimmelpfennig saß 1948/49 im Präsidium des Allgemeinen Studentenausschusses (AStA).

### Verhältniscorps
Am 30. Oktober 1948 vereinbarte Misnia IV mit den Corps Hannovera und Thuringia Jena zu Hamburg offizielle Vorstellungsverhältnisse. Bei einem Treffen auf dem Haus der Rhenania Bonn am 17. Dezember 1948 anerkannten die Vertreter der Lusatia, Saxonia, Thuringia und Budissa die Misnia als Corps und „Fortsetzung der vier Corps des Leipziger SC“. Einige Alte Herren dieser Corps, überwiegend Lausitzer, wurden bei Misnia Corpsschleifenträger; die meisten erhielten später das Band.

### Weiterführung als Lusatia
Dauerhaft und wirksam unterstützt wurden die Aktiven in Erlangen nur durch die mit der Misnia schon zur Kriegszeit eng verbundene Altherrenschaft der Lusatia. Die drei anderen Leipziger Corps gingen eigene Wege. Der CC der Misnia erkannte, dass sich ein gemeinsames Corps des SC zu Leipzig nicht aufrechterhalten ließ. Bei der versagten Aufnahme in den Erlanger Senioren-Convent beschloss er deshalb den vollständigen Anschluss an die Lusatia. Misnia Leipzig zu Erlangen suspendierte am 3. Dezember 1949. Lusatia rekonstituierte sofort und recipierte 26 Meißner mit Band. Acht weitere, die aus kriegsbedingten Gründen (noch) nicht hatten fechten können, wurden Corpsschleifenträger. Lusatia erkannte alle Mensuren der Misnia an und übernahm die Vorstellungsverhältnisse mit  Hannovera (später wieder Kartell) und Thuringia Jena (später befreundet). Die Chargierten der Misnia blieben für das laufende Semester als Lausitzer im Amt. Misnia IV war nicht im Kösener Senioren-Convents-Verband; nach dem oKC-Beschluss 1961 wurde sie aber in die Kösener Corpslisten von 1971, 1981 und 1996 aufgenommen. Die Ausgabe von 1996 bringt eine vollständige Mitgliederliste, die einschließlich der Mehrbändermänner 90 Meißner aufführt.

## Mitglieder der Misnia IV
(Nach Receptionsalter geordnet)
- Hans-Joachim Funfack (1921–2006), Urologe und Chirurg, Stifter
- Walter Masing (1915–2004), Physiker, Unternehmer
- Wolf Sturm (1921–2013), Arbeitsmediziner
- Eckart Förster (1920–1999), Kinder- und Jugendpsychiater
- Max Hochrein (1897–1973), Internist, Hochschullehrer
- Werner Schröder (1924–2019), Landessuperintendent Ostfriesland
- Christian Helfer (1930–2008), Rechtssoziologe
- Fritz Lindenmaier (1881–1960), Richter am Bundesgerichtshof
- Max Funfack (1895–1972), Urologe in Dresden
- Klaus Ullmann (1925–1997), deutscher Ministerialbeamter, Bankvorstand und Kulturhistoriker
- Adolf Schmidt (1898–1985), Kreishauptmann im Generalgouvernement
- Carl Häbler (1894–1956), Chirurg